# Betanzos
Betanzos ist eine Stadt in der zur spanischen Autonomen Region Galicien gehörenden Provinz A Coruña. Die Stadt liegt etwa 25 Kilometer entfernt von der Provinzhauptstadt A Coruña. Sie befindet sich auf einem Hügel nahe der Mündung des Flusses Mandeo in den Atlantik.

## Geschichte
Der Ort wurde früher mit dem römischen Hafen Flavium Brigantium identifiziert. Heute wird dieser aber in A Coruña lokalisiert.
Belegt ist die Siedlung ab dem Jahr 1219, als die Bevölkerung von der alten Ortschaft zum heutigen Standort umzog, der über der alten keltischen Festung von Untia liegt.
1465 verlieh Heinrich IV. von Kastilien die Stadtrechte. Jahre später bestimmten die katholischen Könige, dass Betanzos die Hauptstadt der Provinz sein sollte. In dieser Zeit erlebte die Stadt ihr größtes Wachstum. Trotzdem zeigen häufigere Feuersbrünste und schlechte Ernten den zunehmenden Verfall an, der im Jahr 1834 noch weiter verstärkt wurde, als Javier de Burgos im Zuge der neuen Verwaltungseinteilung die alte Provinz von Betanzos in die Provinz A Coruña integrierte.
Nachdem die Stadt durch den Bau der Eisenbahn wiederbelebt wurde, ist sie heute ein wichtiger Ort für den Tourismus, die Wirtschaft und die Verwaltung.

## Am Jakobsweg
Der Camino Inglés führt durch die Gemeinde. Die Pilgerherberge findet sich in der Casa da Pescadaría.

## Bevölkerungsentwicklung der Gemeinde
Quelle: INE-Archiv - grafische Aufarbeitung für Wikipedia

## Gemeindegliederung
Die Gemeinde Betanzos ist in sechs Parroquias gegliedert:
| Parroquias | Patrozinium  | Einwohner 2024 | Fläche km² | Dichte Einw./km² | Höhe msnm | Ortskennzahl |
| ---------- | ------------ | -------------- | ---------- | ---------------- | --------- | ------------ |
| Betanzos   |              | 10.271         | 1,89       | 5.434            | 24        | 15009000100  |
| Brabío     | San Martiño  | 336            | 2,57       | 131              | 47        | 15009010000  |
| Piadela    | Santo Estevo | 801            | 7,25       | 110              | 63        | 15009020000  |
| Pontellas  | Santa María  | 214            | 1,58       | 135              | 7         | 15009030000  |
| Requián    | Santiago     | 646            | 4,89       | 132              | 146       | 15009040000  |
| Tiobre     | San Martiño  | 587            | 4,99       | 118              | 110       | 15009050000  |

## Wirtschaft
| Ackerbau, Viehzucht und Fischerei                                                  | 067   | 01,19  |
| Industrie                                                                          | 0650  | 011,55 |
| Bauwirtschaft                                                                      | 0432  | 07,67  |
| Dienstleistungsbetriebe                                                            | 4.481 | 079,59 |
| Total                                                                              | 5.630 | 100,00 |
| * Daten aus dem Statistischen Amt für Wirtschaftliche Entwicklung in Galicien, IGE |       |        |

## Sehenswürdigkeiten
Als Hauptstadt der galicischen Gotik bewahrt Betanzos eine der besterhaltenen Altstädte Galiciens. Es ragen die Kirchen San Francisco, Santiago und Santa María aus dem 15. Jahrhundert heraus, die auf Befehl von Fernán Pérez de Andrade gebaut wurden, außerdem die Paläste von Bendaña, Lanzós und Taboada, der Stadtturm aus dem 16. Jahrhundert, bekannt als Uhrturm, und die Stadtmauern mit noch drei erhaltenen Toren.

## Städtepartnerschaften
- Bullas,  Spanien
- Collepasso,  Italien
- Pont-l’Abbé,  Frankreich

## Persönlichkeiten
- Francisco Buyo (* 1958), Fußballspieler
- Carlos Arévalo (* 1993), Kanute